# Канале Норд (Кремона)
Канале Норд је насеље у Италији у округу Кремона, региону Ломбардија.
Према процени из 2011. у насељу је живело 6 становника. Насеље се налази на надморској висини од 43 м.